# Trichomyia jugabilis
Trichomyia jugabilis är en tvåvingeart som beskrevs av Duckhouse 1978. Trichomyia jugabilis ingår i släktet Trichomyia och familjen fjärilsmyggor. Inga underarter finns listade i Catalogue of Life.